# Tajemniczy słup w Puszczy Zielonce

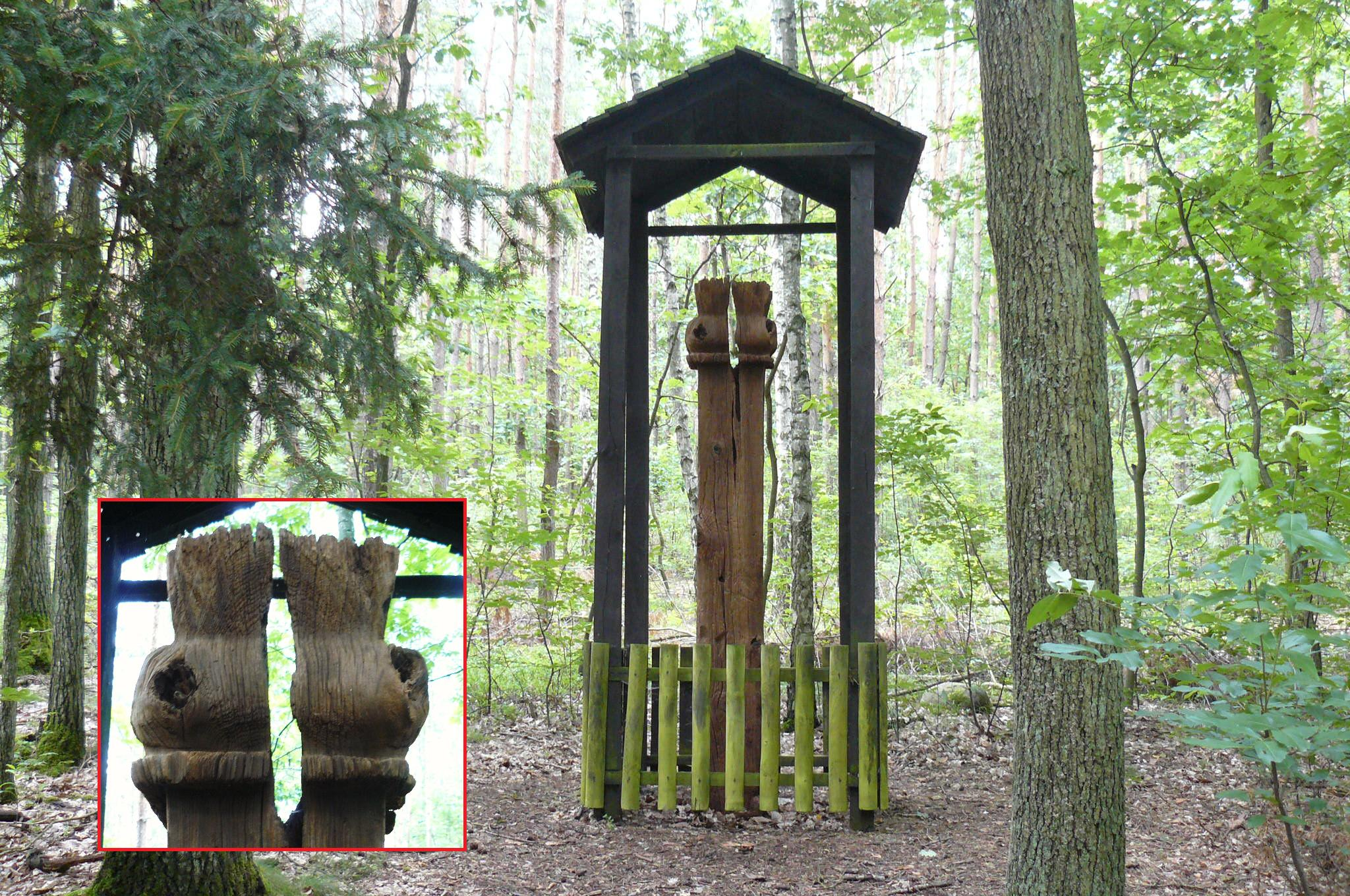
Słup i zbliżenie kapitelu

Tajemniczy słup w Puszczy Zielonce (także: Światowid) – drewniany słup o kwadratowym przekroju (30 cm) i wysokości ponad 2 m, zlokalizowany na terenie Puszczy Zielonki, przy drodze prowadzącej z Zielonki do Tuczna. W pobliżu przebiega też Trakt Poznański. Obiekt ogrodzony i zadaszony.
Przeznaczenie słupa do dziś pozostaje nieznane. Wiążą się z tym liczne hipotezy, z których najważniejsze głoszą, że:
- mogła to być podstawa figury św. Wawrzyńca lub św. Jana Nepomucena, która dawno temu zaginęła,
- mógł to być słup graniczny (w latach 1773–1775 trwały w okolicy spory graniczne pomiędzy proboszczem Gurowskim z Gniezna a rodziną Gądkowskich – wieś Zielonka stanowiła punkt graniczny między ich dobrami),
- mogła to być pamiątka jakiegoś zapomnianego wydarzenia, ustawiona przez mieszkańców okolicznych osad (np. w 1848, podczas epidemii cholery, lokalni mieszkańcy w tych rejonach chowali się w lesie),
- mogła to być podstawa posągu Światowida (mieszkańcy Zielonki wspominali, że w górnej części słupa znajdowała się głowa o czterech twarzach).

W pobliżu słupa przebiega szlak rowerowy Duży Pierścień Rowerowy przez Puszczę Zielonka.